# Gracilinanus
Gracilinanus är ett släkte pungråttor som förekommer i norra och mellersta Sydamerika.

## Beskrivning
Arterna tillhör underklassen pungdjur men honor saknar pung (Marsupium). I utseende påminner de om möss. De når en kroppslängd mellan 7 och 14 cm och därtill kommer en 9 till 16 cm lång svans. Pälsen är på ovansidan brun eller grå och på buken ljusare till vitaktig. Kännetecknande är en spetsig nos samt stora öronen och öronen. Honor har 11 till 15 spenar på buken och hos vissa arter även på bröstet. I motsats till några andra pungråttor lagrar de inget fett i svansen före den kalla årstiden. Ibland faller de i dvala (torpor) när vädret är för kallt.
Gracilinanus skiljer sig från släktet Marmosops genom avvikande struktur av den fjälliga huden på svansen, genom nedre hörntänder som inte liknar premolarer och vissa honor genom spenar på bröstet.
Arternas habitat utgörs främst av skogar i låglandet eller i bergstrakter upp till 4 500 meter över havet. De vistas vanligen i träd men kommer ibland ner till marken. Dessa pungråttor äter frukter och andra växtdelar samt insekter och delvis andra ryggradslösa djur. Troligen kan de para sig hela året. Hos en hona hittades 6 ungar.
Släktet påverkas av regnskogens omvandling till jordbruksmark. IUCN listar G. dryas som nära hotad (NT) och G. emiliae med kunskapsbrist (DD). Alla andra betraktas som livskraftiga (LC).

## Systematik
Medlemmarna räknades ursprungligen som arter eller underarter till släktet dvärgpungråttor (Marmosa). 1989 flyttades de av Gardner och Creighton till ett eget släkte. Senare skildes släktena Hyladelphys och Cryptonanus från Gracilinanus. Den nya klassifikationen används inte av alla zoologer.
Enligt IUCN utgörs släktet av 6 arter.
- Gracilinanus aceramarcae är bara känt från några områden i Peru och Bolivia.
- Gracilinanus agilis hittas främst i östra Peru, östra Bolivia och centrala till östra Brasilien.
- Gracilinanus dryas lever i Colombia och Venezuela.
- Gracilinanus emiliae finns i nordöstra Brasilien.
- Gracilinanus marica förekommer i Colombia och Venezuela.
- Gracilinanus microtarsus lever i sydöstra Brasilien.